# Obésité féline
L'obésité féline désigne un excès de poids corporel d'au moins 20 % chez le chat. Il s'agit d'une maladie d'origine multifactorielle, à la fois génétique et environnementale. Sa prise en charge est multidimensionnelle : restriction calorique, gestion comportementale, augmentation de l'activité physique et suivi vétérinaire régulier. L'obésité peut également être le symptôme d'un autre trouble. 

## Définition
Le surpoids est défini comme un excès de poids corporel de 10 % tandis que l'obésité correspond à un excès de poids corporel minimum de 20 %. L'obésité est une maladie mais peut également être le symptôme d'autres troubles, ou leur conséquence.

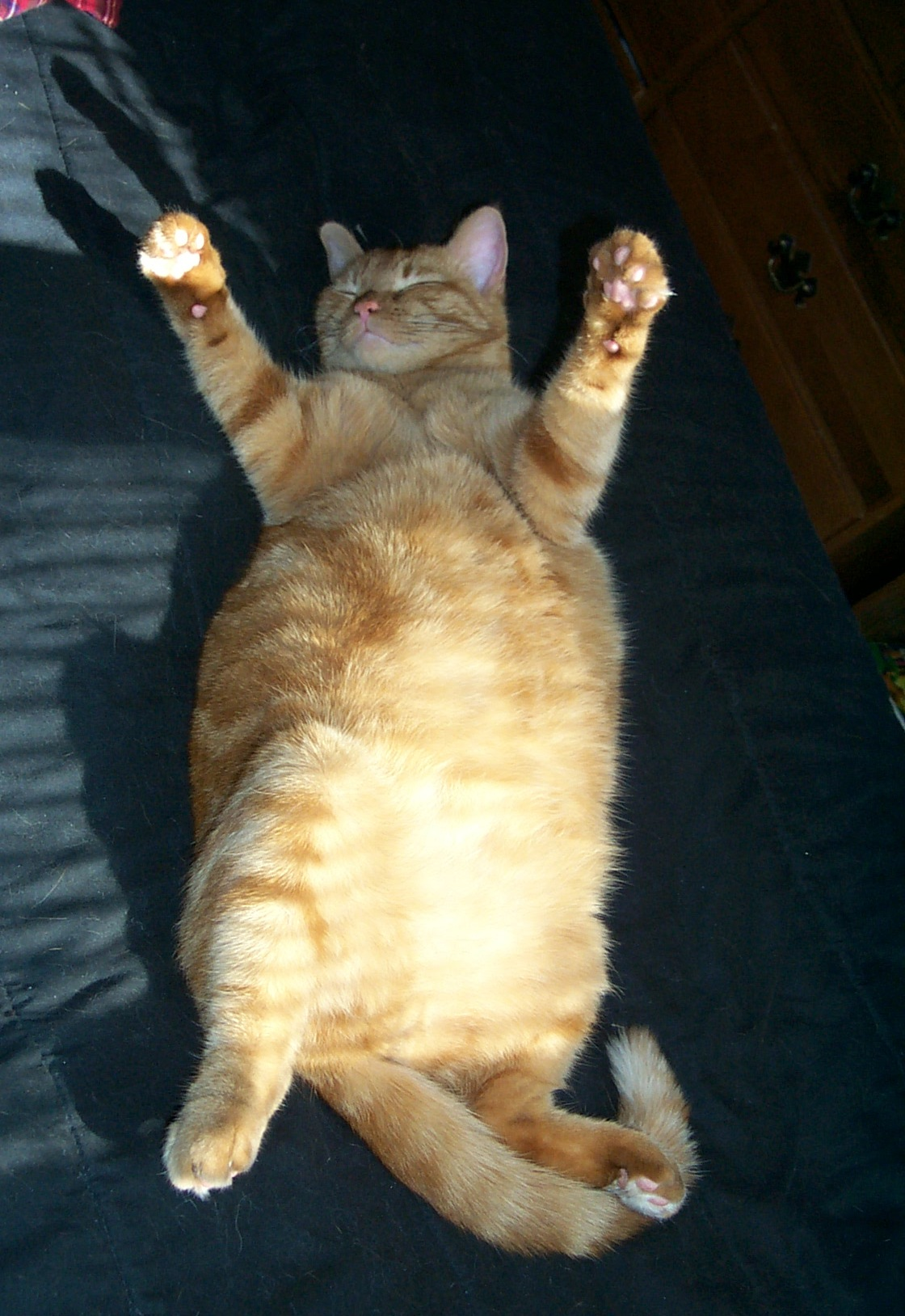
Chat roux obèse.

## Épidémiologie
Les études réalisées dans des pays occidentaux indiquent qu'entre 11,5 et 63 % des chats sont en surpoids ou obèses, avec des variations géographiques, populationnelles et des variations relatives aux caractéristiques de l'échantillon de chaque étude ainsi qu'à la méthode d'évaluation du surpoids. L'obésité est la forme de malnutrition la plus courante chez les petits animaux domestiques.

## Étiologie
Chez le chat, l'obésité résulte d'un apport énergétique excédentaire par rapport aux besoins. Ce déséquilibre peut être le résultat soit d'une absorption alimentaire trop importante, soit d'un défaut de signal d'arrêt alimentaire et de la satiété,. Dans une minorité de cas, l'obésité a pour origine un trouble préexistant de nature hormonale ou iatrogène.
La surconsommation alimentaire peut être provoquée par le fait que le repas est un moment apaisant pour l'animal, ou que l'aliment est riche en énergie et appétant tout en étant apporté un nombre de fois limité dans la journée. Les maîtres peuvent également distribuer trop de nourriture voire donner des restes de table, dépassant ainsi les besoins énergétiques réels de l'animal. L'alimentation peut également être déséquilibrée et pauvre en protéines de qualité, ce que l'animal compense en mangeant davantage. Les aliments riches en lipides sont également de nature à induire une obésité, de par leur haute teneur en énergie et leur faible capacité rassasiante. La mauvaise compréhension des demandes du chat à son propriétaire peut aussi conduire à une prise alimentaire trop importante, son maître lui octroyant de la nourriture alors que l'animal pouvait demander du jeu ou des caresses,. Des pathologies comme des troubles des glandes endocrines, de la thyroïde ou un diabète, des anomalies du système nerveux peuvent également engendrer une surabsorption alimentaire. C'est également un effet secondaire possible de l'ingestion de corticoïdes et de progestatifs. Le chat peut également se retrouver incapable de s'arrêter de manger, soit parce qu'il ne l'a jamais appris, soit parce qu'il est victime d'anxiété. La dépression comme l'anxiété, peut engendrer de la boulimie féline,.
La sédentarité peut à la fois être une cause comme une conséquence de l'obésité ; l'animal peu actif a tendance à grossir, et le fait d'être en surpoids ou obèse rend l'activité physique plus difficile.

### Facteurs de risque
L'âge, le sexe, le statut reproducteur, les prédispositions génétiques et les maladies endocriniennes sont des facteurs endogènes susceptibles de favoriser l'apparition de l'obésité chez le chat. Les chats vieillissants ont davantage tendance à la prise de poids étant donné leur métabolisme plus lent,. La stérilisation prédispose l'animal à la prise de poids, en raison de la diminution de son métabolisme basal et de sa tendance à vouloir manger davantage,. Les chats européens ou croisés sont davantage concernés par l'obésité que les chats de race pure. 
L'environnement et le style de vie peuvent contribuer à l'obésité chez le chat. La sédentarité, le fait de vivre en intérieur, la cohabitation avec moins de deux chats ou sans chien dans le foyer sont davantage associés à l'apparition d'une obésité chez le chat. L'alimentation fournie a un impact sur le poids du chat ainsi que le fait de lui donner de la nourriture à volonté. Le fait de donner de la viande ou du poisson, plus riches en nutriments et plus appétents, pourrait également favoriser l'obésité féline.
L'attitude du propriétaire envers le poids de son chat peut également constituer un facteur de risque ; les propriétaires ont en effet tendance à sous estimer le poids de leur animal,.

## Physiopathologie
Le déséquilibre entre l'énergie apportée par l'alimentation et celle dépensée provoque un stockage sous la forme de triglycérides au sein des adipocytes, cellules de stockage. Selon l'état hormonal de l'individu, l'obésité peut être hyperplasique (augmentation du nombre d'adipocytes), plutôt retrouvée chez le chat en croissance, ou hypertrophique (augmentation de la taille des adipocytes), davantage retrouvée chez l'animal adulte.
Le tissu adipeux est un organe sous influence hormonale, neurologique et nutritionnelle. Les adipocytes qui le constituent jouent un rôle hormonal important, et l'obésité est de nature à perturber les phénomènes endocriniens de l'animal. Les adipocytes produisent en effet des molécules comme la leptine, hormone influençant la sensation de satiété, et d'autres adiponectines, qui augmentent la sensibilité à l'insuline. Les chats obèses présentent ainsi des taux de leptine plus élevés que les chats à corpulence normale, tandis que leurs concentrations en adiponectine sont plus faibles et la masse corporelle est corrélée au niveau de leptine. La présence d'une panicule adipeuse (ou « poche primordiale ») conduit à une plus grande production de leptine en période postprandiale. Dans le cas de l'obésité, il y a une déficience d’origine multifactorielle de la réponse à la leptine au niveau de l'hypothalamus, ce qui engendre une résistance à la leptine dans l'organisme, provoquant une hyperlipidémie.

### Répercussions
L'espérance de vie d'un animal obèse est réduite,. L'obésité induit une résistance à l'insuline de nature à favoriser la survenue d'un diabète. Les chats obèses présentent une hypertriglycéridémie ou une hypercholestérolémie, et sont prédisposés aux lipidoses hépatiques lors d'une période de jeûne prolongée. L'obésité prédispose également aux troubles orthopédiques comme l'arthrose. 
En tant que maladie inflammatoire, il est avancé que l'obésité prédispose à la survenue de différentes maladies chroniques, ainsi que du stress oxydatif. 
Les chats obèses sont plus difficiles à examiner par un vétérinaire et certaines interventions médicales sont rendues plus délicates. Ils font face à davantage de mortalité après ou pendant les interventions chirurgicales, tandis que les chats pesant plus de 6 kg ont une surmortalité opératoire multipliée par 2,8.

## Symptômes
L'animal présente des difficultés locomotrices, une intolérance à l'effort, et il est léthargique. Une insuffisance cardio-respiratoire peut être observée, ainsi que de l'hypertension, une pancréatite, une lipidose hépatique ou encore du diabète ou des affections diverses.

## Comorbidités
L'obésité féline est soit plus couramment associée à certaines pathologies : les troubles endocriniens, le diabète, et la résistance à l'insuline, les troubles urinaires dont les maladies du bas appareil urinaire félin, des troubles dermatologiques,, comme la dermatite atopique, des troubles oraux, ophtalmiques, ou respiratoires comme l'asthme, l'hypertension, des allergies, la lipidose hépatique, la diarrhée, ou encore la néoplasie. Le syndrome dépressif est également une comorbidité de l'obésité chez le chat.

## Diagnostic
Le diagnostic se base tout d'abord sur la constatation d'une surchargé pondérale. Une ascite, une gestation et la présence d'une masse abdominale doivent être écartées.
Plusieurs techniques existent pour évaluer la composition du corps : échographie, impédance électrique ou bioélectrique, IRM, tomodensitométrie, ostéodensitométrie. Cependant en pratique clinique, le diagnostic se base généralement sur la pesée et l'estimation du score corporel de l'animal,. Ce dernier évalue la proportion de tissu gras chez le chat grâce à une observation de sa morphologie et une palpation. Le chat obèse a un score corporel supérieur à 7 sur 9 et au moins deux symptômes parmi une faible concentration en adiponectine, une hyperlipidémie et une concentration élevée en sérum amyloïde A, marqueur d'inflammation.
La mesure du poids n'est pas un bon indicateur de l'obésité, car elle ne fournit pas d'information sur la composition corporelle. Cependant, il s'agit d'une mesure utile à suivre afin de détecter des variations de poids dans le temps.
Plus marginalement, l'indice de masse corporelle félin peut être utilisé pour déterminer si l'animal est obèse ou non.

## Prise en charge
La prise en charge de l'obésité doit être individualisée et repose sur plusieurs aspects : diététiques, comportementaux, médicaux, affectifs et pratiques, avec la prise en compte du propriétaire,. L'estimation d'un poids cible permet la détermination d'un apport énergétique adapté à l'animal, le choix d'un type de nourriture et de sa distribution ainsi que d'un programme physique. Des visites de contrôle sont recommandées pendant cette période. Il n'y a pas de traitement médicamenteux sûr ni de chirurgie employés pour traiter l'obésité chez les chats.

### Alimentation

#### Apports énergétiques et nutritionnels
La prise en charge nutritionnelle consiste tout d'abord en une restriction de l'apport calorique alimentaire. Le but du régime est de diminuer la masse grasse tout en conservant la masse maigre. L'alimentation ingérée doit couvrir selon les auteurs 60 %, 70 % ou 80 % des besoins énergétiques du chat, mais cette proportion peut être abaissée jusqu'à 50 %, même si les calculs pour déterminer les apports idéaux sont toujours débattues. Toutefois, la restriction en énergie ou en protéine ne doit pas être trop importante au risque de provoquer l'apparition d'une lipidose hépatique. Les besoins énergétiques du chat obèse sont calculés sur la base de son poids idéal et doivent continuer à couvrir ses besoins en nutriments. Les apports en protéines doivent donc être correctement assurés alors que ceux en matières grasses doivent être limités, même s'il est important que les acides gras essentiels soient assimilés en quantité suffisante. Les friandises doivent être comprises dans le calcul de la ration. 

#### Type
Il est possible d'employer des aliments industriels hypoénergétiques spécifiques, dont la composition en nutriments est étudiée pour être suffisante malgré la restriction de la ration en volume et en énergie,. La plupart des aliments dédiés sont hyperprotéiques,, peu gras, avec peu de glucides mais enrichis en fibres, ce qui permet d'abaisser la densité calorique de l'aliment et d'apporter un sentiment de satiété tout en gardant un volume de ration satisfaisant. Il est en revanche déconseillé de servir un aliment standard en quantité moindre, car les besoins nutritionnels de l'animal ne sont alors pas assurés de manière satisfaisante. L'alimentation humide en boîte peut être utile pour certains patients, car sa densité calorique est inférieure à celle des aliments secs ce qui permet de distribuer un volume plus important. Il est également possible de préparer des rations ménagères spécifiquement élaborées dans un objectif de perte de poids avec un vétérinaire.

#### Distribution

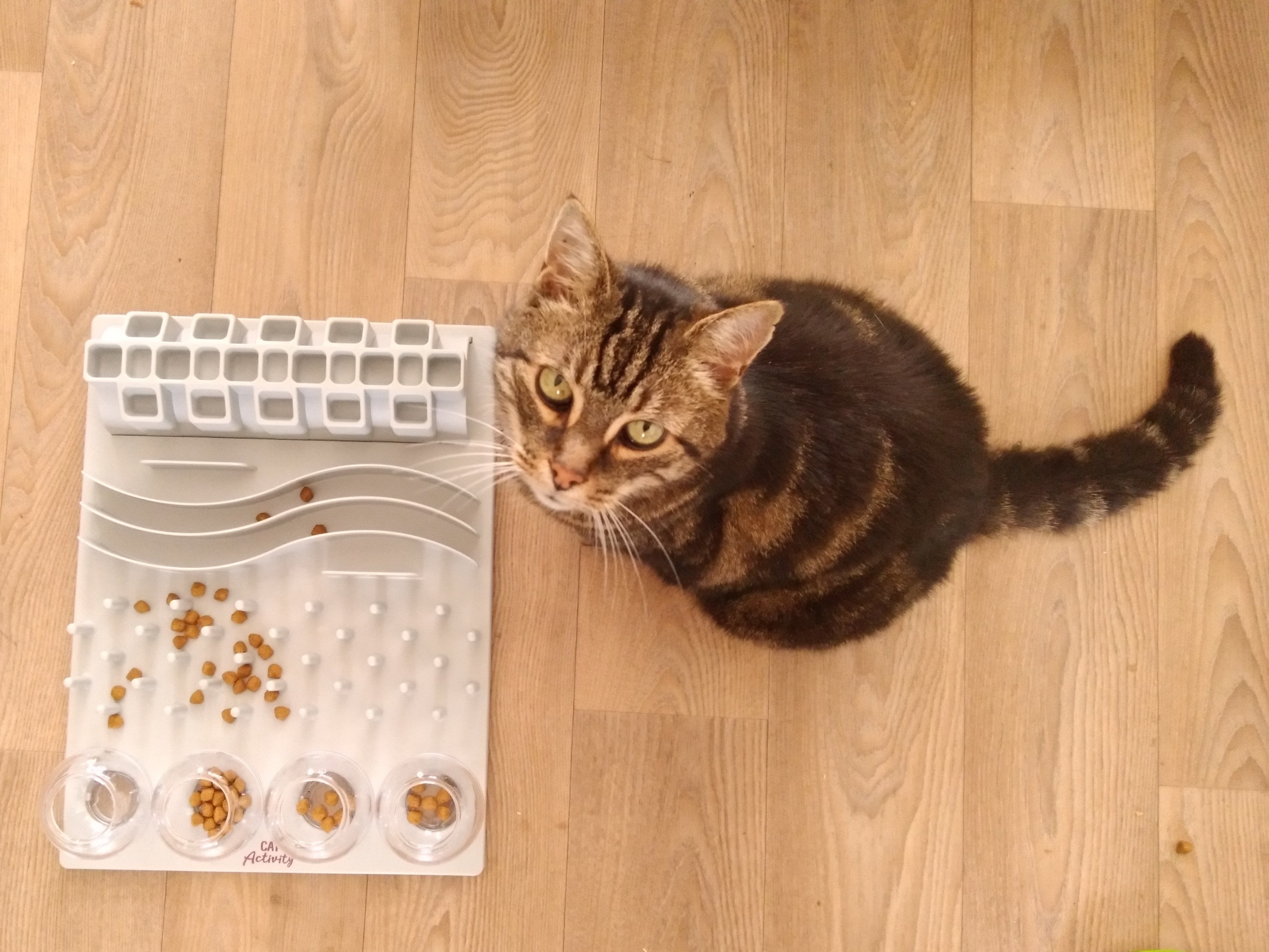
Une gamelle anti-glouton permet de ralentir la prise alimentaire et de potentiellement diminuer la quantité de nourriture absorbée sur la journée.

Plusieurs stratégies de distribution sont possibles. L'alimentation peut être distribuée de manière fractionnée tout au long de la journée, ce qui présente l'avantage d'être en accord avec le comportement naturel du chat,, qui fait entre une dizaine et une vingtaine de repas par jour. Il est possible de proposer un aliment peu appétant mais laissé à volonté à différents endroits de l'habitat de l'animal, ce qui l'amène à rechercher sa nourriture.
Il est préférable de peser les rations avec une balance de cuisine plutôt qu'avec un gobelet doseur, peu précis.

### Comportement
L'administration de psychotropes peut être recommandée dans certains cas, notamment lorsque l'obésité est consécutive à un trouble anxieux, dépressif, ou à une disparition des autocontrôles alimentaires.
Une distribution de l'aliment se rapprochant des besoins naturels du chat est possible dans le cadre d'une thérapie comportementale. Les modifications relatives à la quantité d'aliment allouée, à la fréquence des repas, au type d'alimentation et au mode de distribution doivent être adoptées progressivement.

### Exercice physique
Une activité physique quotidienne est recommandée,. Elle peut prendre différentes formes, comme modifier l'emplacement de la nourriture avant les repas ou répartir la ration dans l'habitat, placer les aliments dans des lieux plus difficiles d'accès,, fournir des jouets distributeurs de nourriture, proposer une activité de prédation ou des sorties en extérieur. 

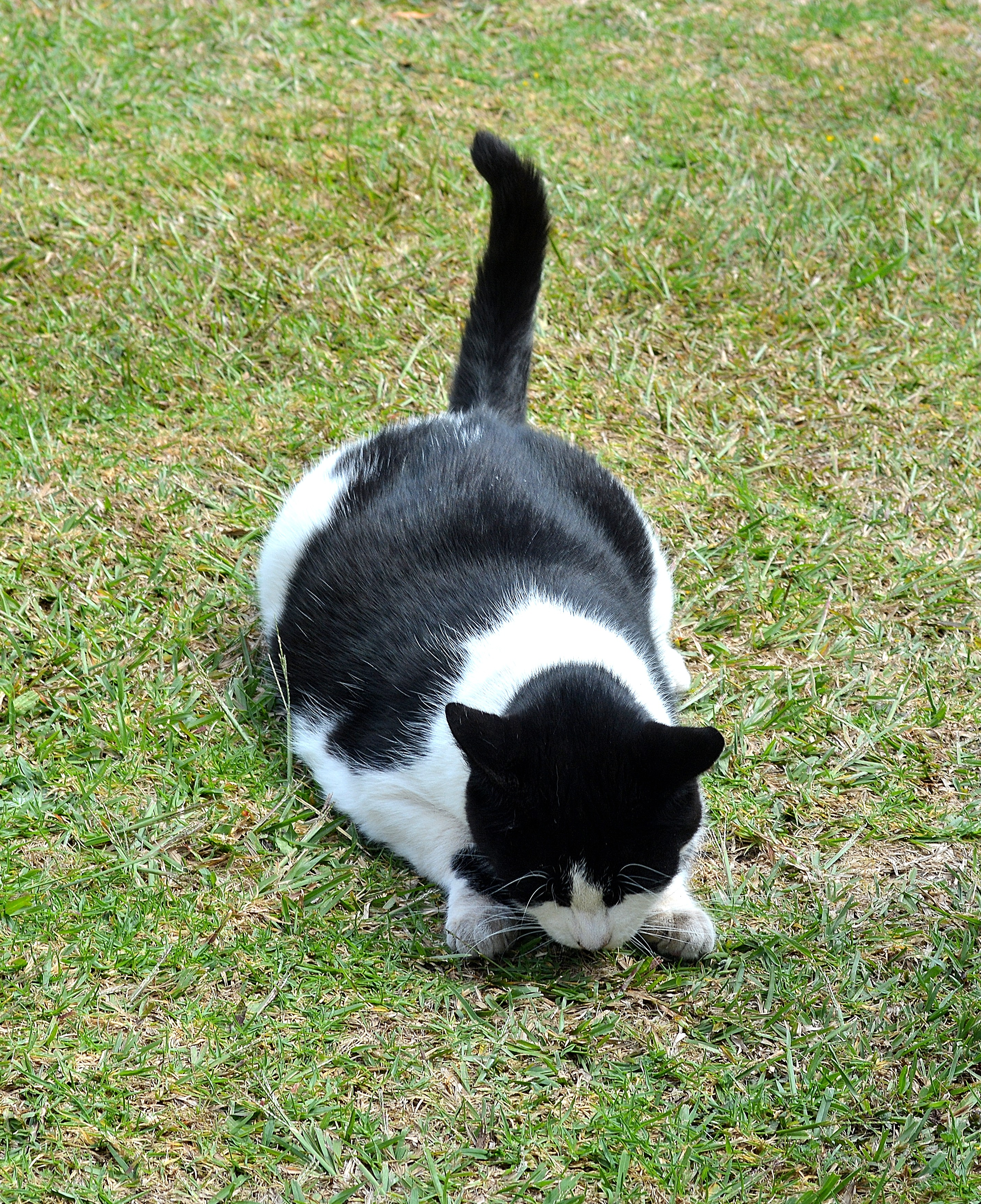
Ce chat obèse supplémente son alimentation avec des proies qu'il prédate.

### Approche du propriétaire
L'adhésion des propriétaires et de l'environnement humain du chat à la prise en charge, qui est longue et exigeante, est importante,,. L'éducation des propriétaires à ne pas systématiquement récompenser leur chat avec de la nourriture est nécessaire, y compris quand le chat a acquis un comportement souvent interprété comme une demande de nourriture. Les propriétaires doivent être informés de la lenteur de la perte de poids afin de ne pas se décourager. Afin qu'ils adhèrent dans la durée à la prise en charge, un suivi permettant de visualiser l'impact du traitement est préconisé.

### Suivi
Un suivi du plan de perte de poids par un vétérinaire est recommandé par l'American Animal Hospital Association, avec des pesées régulières pour s'assurer de la continuité et de la progressivité de la perte de poids et réajuster le traitement si nécessaire. La perte de poids hebdomadaire doit être correspondre à une fourchette comprise entre 0,5 et 2 % du poids corporel de l'animal,.  
Une pesée régulière, y compris après la période de régime, est recommandée pour éviter une reprise de poids par un effet rebond.

## Prévention
Le poids de l'animal doit être régulièrement suivi afin d'adapter son alimentation à son état corporel. Il est recommandé d'apprendre au jeune chat à manger une quantité raisonnable de nourriture, en lui fournissant à volonté des croquettes à l'appétence moyenne, afin qu'il limite de lui-même sa consommation. Donner de l'alimentation humide, très appétante et riche, est déconseillé ; à l'inverse, rapprocher les repas est préférable afin d'éviter que le chat ne consomme trop d'aliment.
Selon la chercheuse Dottie Laflamme, l'évaluation du poids corporel de l'animal doit être effectuée de préférence par un vétérinaire, les propriétaires d'animaux ayant tendance à fort sous-estimer l'état de grosseur de leur animal, encore plus quand celui-ci est trop gros. Les vétérinaires devraient évaluer à chaque visite le score corporel et l'enregistrer, tout en mettant en évidence les chartes visuelles sur le score corporel à destination des propriétaires, et en les sensibilisant à la nécessité du maintien d'un poids corporel normal et aux risques de l'obésité.